# 剥片

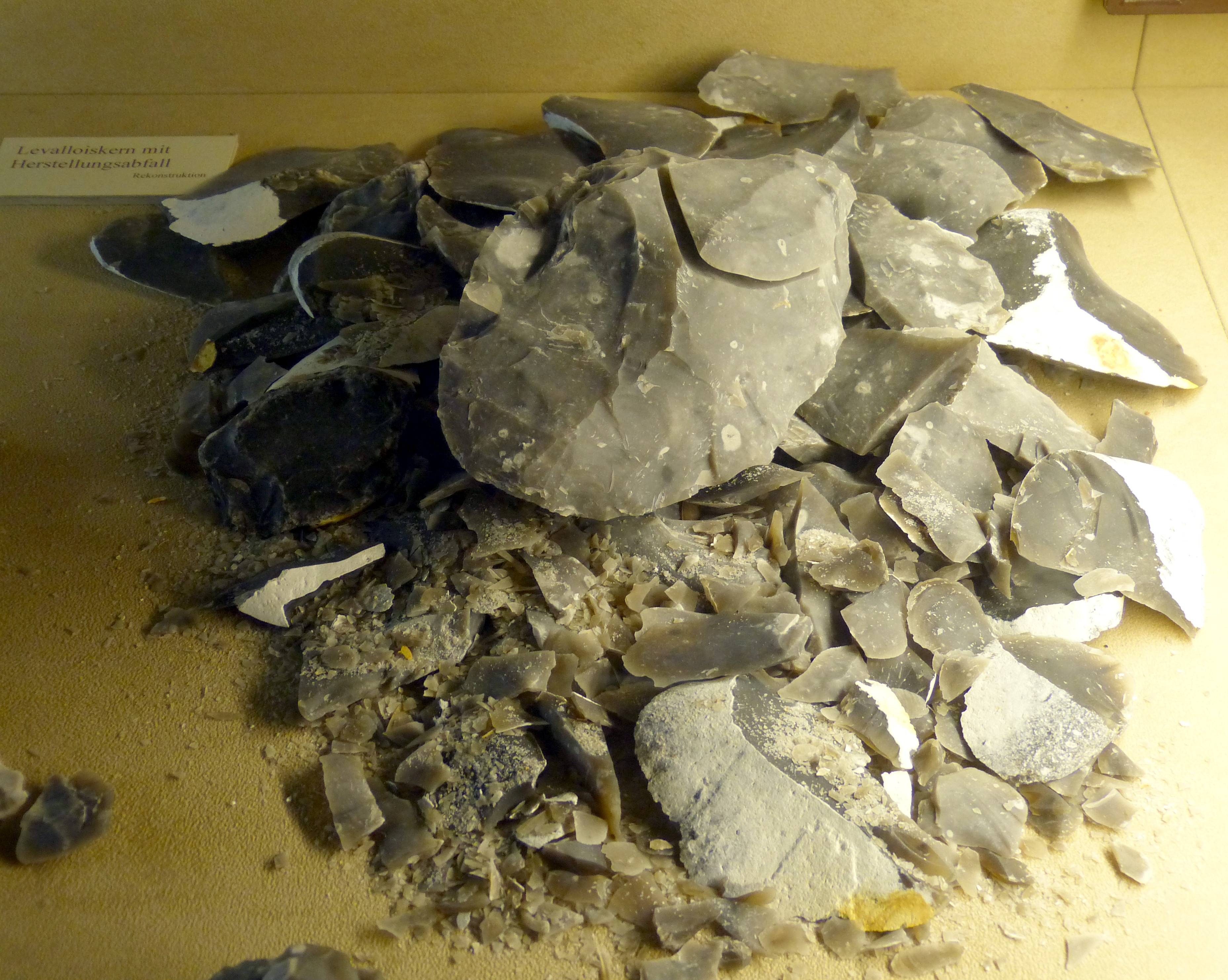
原石と多数の剥片。ムスティエ文化・ルヴァロワ技法の出土品

剥片（はくへん、flake、フレイク）とは、原石を打ち欠いてつくった薄いかけらのこと。原石（これを母岩という）は一般に大きくて厚みがあるので小形の石器をつくるのには不向きであり、剥片をまず製作して、それを素材にして石器（主として打製石器）をつくる場合が多い。このようにつくられた石器のことを、とくに剥片石器と呼んでいる。剥片石器には石鏃、石匙など多くの利器を含んでいる。